# Museum Chillida-Leku

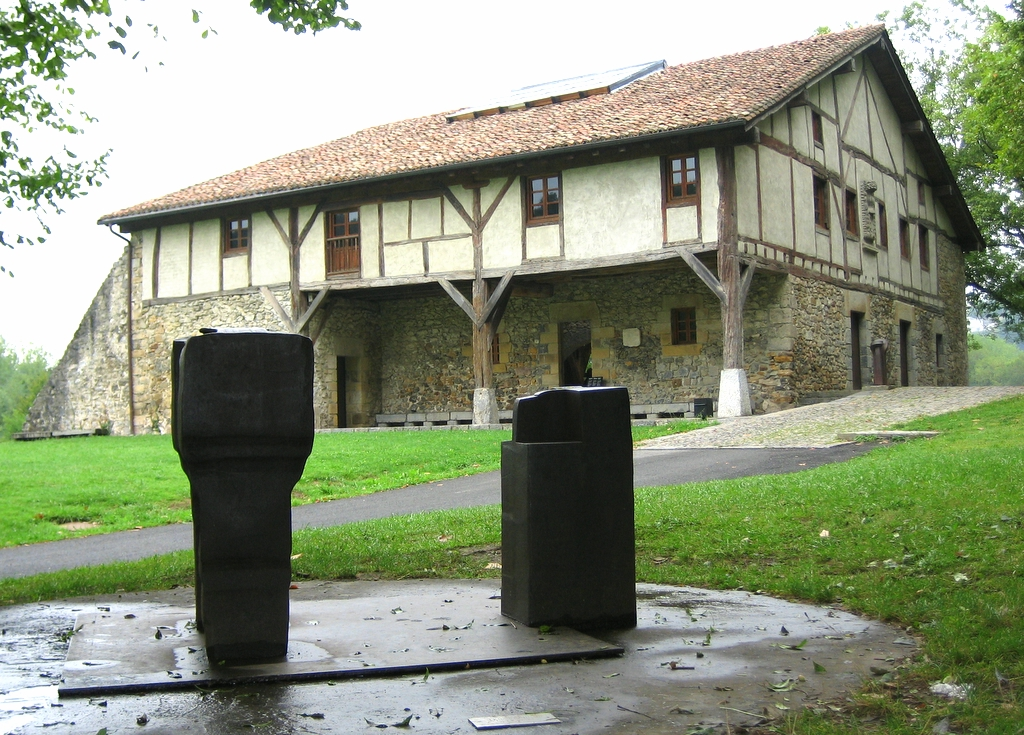
Het museumgebouw

Museum Chillida-Leku is een museum, dat is gewijd aan de nagedachtenis van de Spaanse beeldhouwer Eduardo Chillida, in Hernani, provincie Guipúzcoa in Spanje. Het museum bestaat uit een museumruimte en een beeldenpark van 13 hectare.

## Beeldenpark
Het terrein strekt zich uit over een terrein van 13 hectare en stelt een verscheidenheid aan stijlen van de Spaanse beeldhouwer Chillida tentoon (40 beelden in totaal variërend van werken van 1 meter hoogte Éstella V' tot het 27 ton wegende en 9 meter hoge Buscando la luz en het 60 ton wegende Lotura XXXII. De materialen, waaruit de sculpturen zijn vervaardigd zijn cortenstaal en steen (voornamelijk roze graniet). De kunstenaar werkte overigens ook veel in beton.

## Museumgebouw
In het museumgebouw bevinden zich de kleinere, meer delicate beeldhouwwerken van de kunstenaar o.a. . Veel werken zijn vervaardigd van en met toepassing van meer kwetsbaardere materialen,zoals: alabaster, terracotta, pleister, hout en papier die de weersinvloeden buiten niet zouden kunnen doorstaan.
Het gebouw waarin het museum is gehuisvest is een voormalige boerderij uit 1543 genaamd Zabalaga, door Chillida en echtgenote als een ruïne ontdekt en met behulp van een architect minutieus gerestaureerd. Eduardo Chillida heeft altijd voor ogen gehad van Chillida-Leku een rustplaats voor zijn beelden en een wandelgebied voor de bewonderaars ervan te maken.

## Tentoongestelde werken (selectie)
- Redondo alrededor I (1955)
- Ikaraundi (1957)
- Proyecto para un monumento (1969)

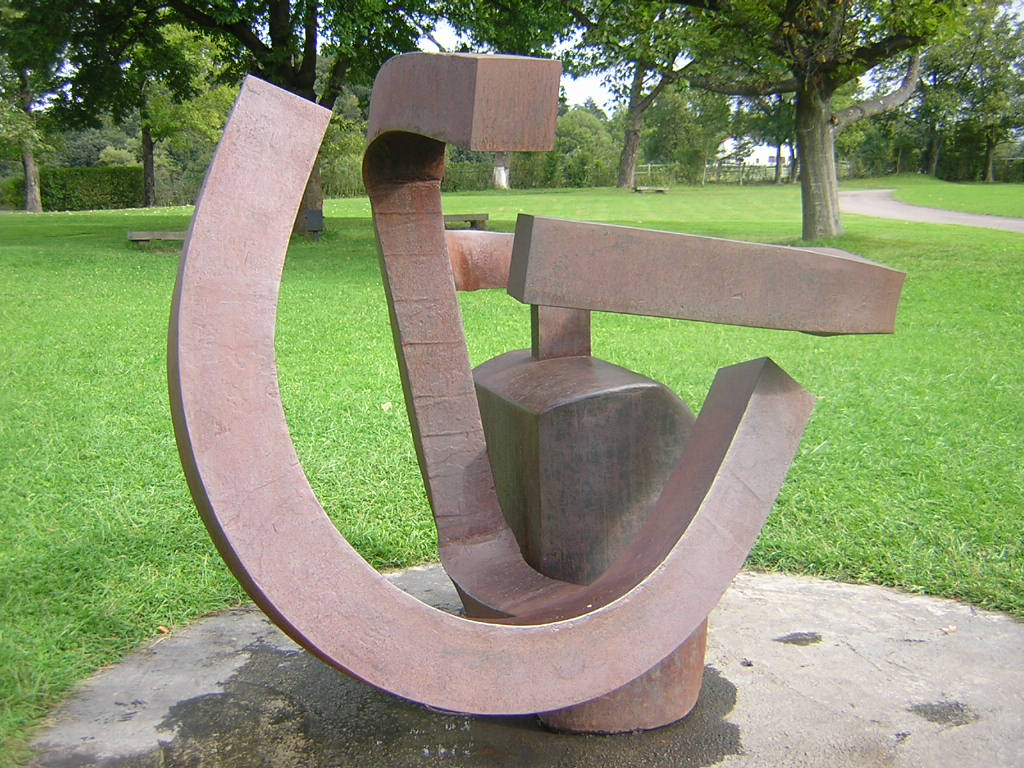
Peine del Viento XIX

- Homenaje a Jorge Guillén I - beton (1981)
- Elogio del Horizonte I - studie (1985)
- Monumento a la Tolerancia (1985)
- Homenaje a Luca Paccioli (1986)
- Locmariaquer IX (1989)
- Homenaje a Balenciaga (1990)
- Peine del Viento XVII (1990)
- Peine del Viento XIX (1990)
- Harri I - graniet (1991)
- Harri II - graniet (1991)
- Beaulieu (1991)
- Gora-Bera III (1991)
- La profundo es el Aire XIV (1991)
- Arco de la Libertad (1993)
- Escuchando la Piedra IV - graniet (1996)
- Besarkada XIV (1997)
- Buscando la Luz I (1997)
- Lotura XXXII (1998)

## Fotogalerij beeldenpark

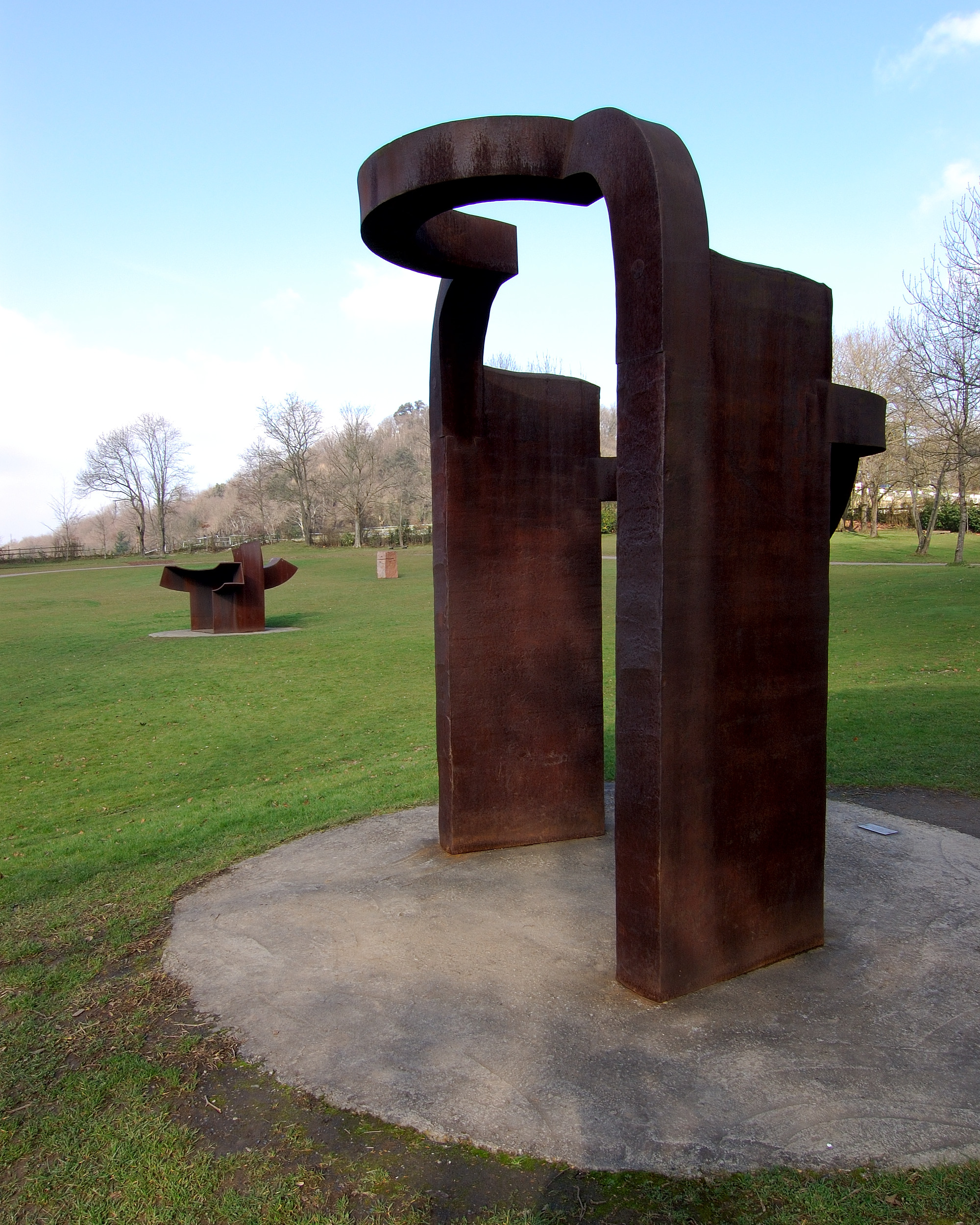
Arco de la Libertad (1993)
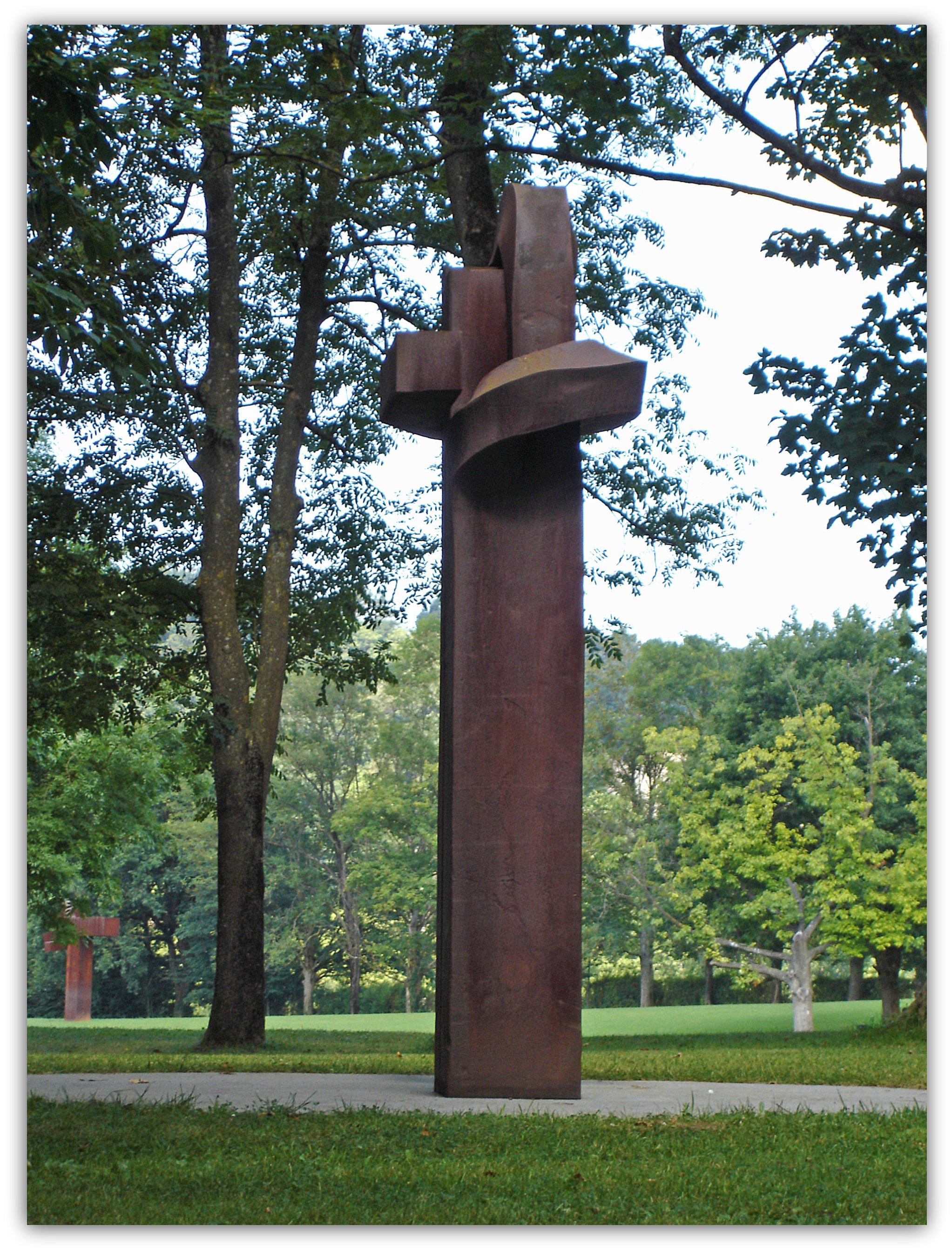
Besarkada XIV (1997)
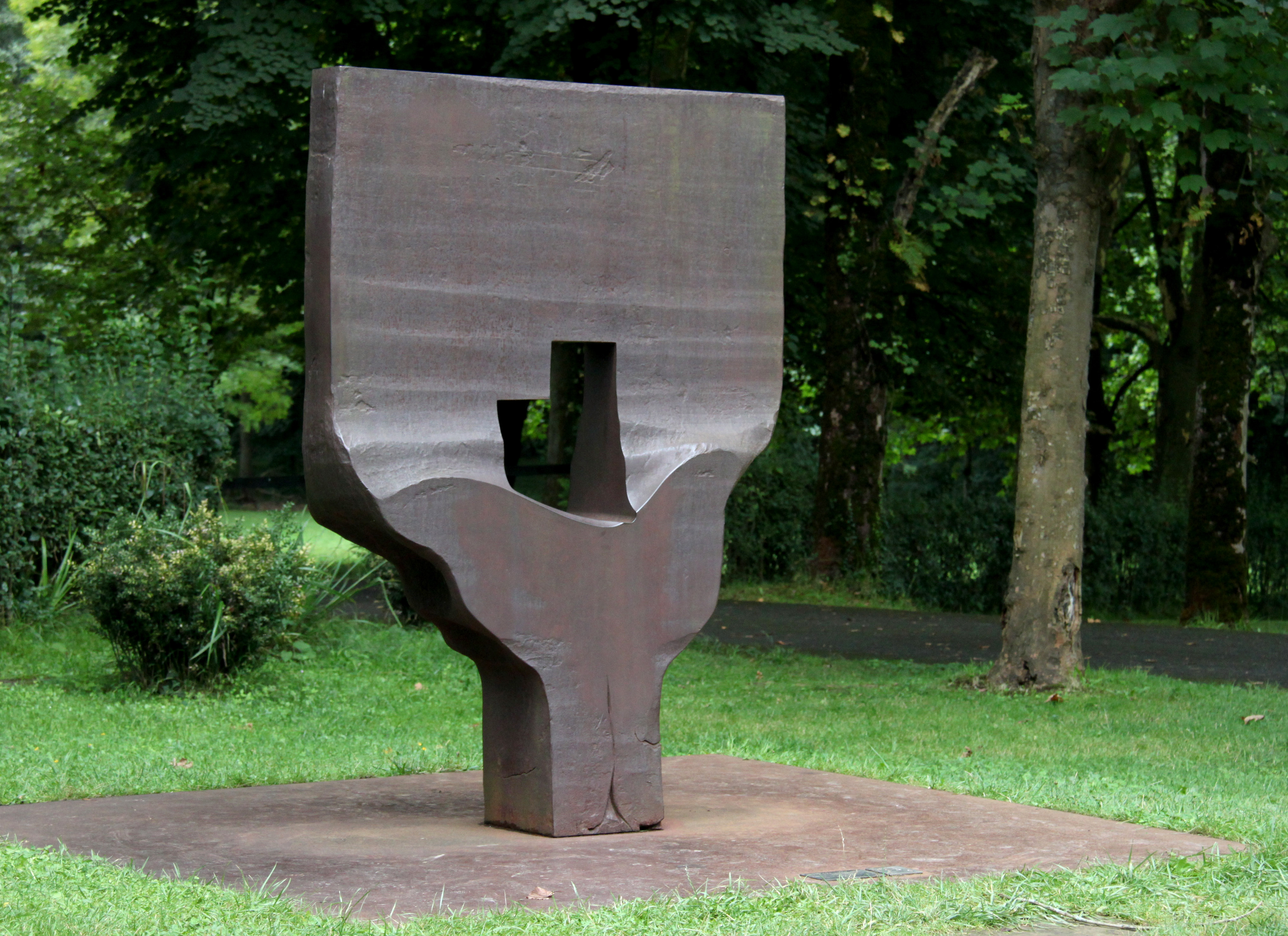
Homenaje a Braque (1990)
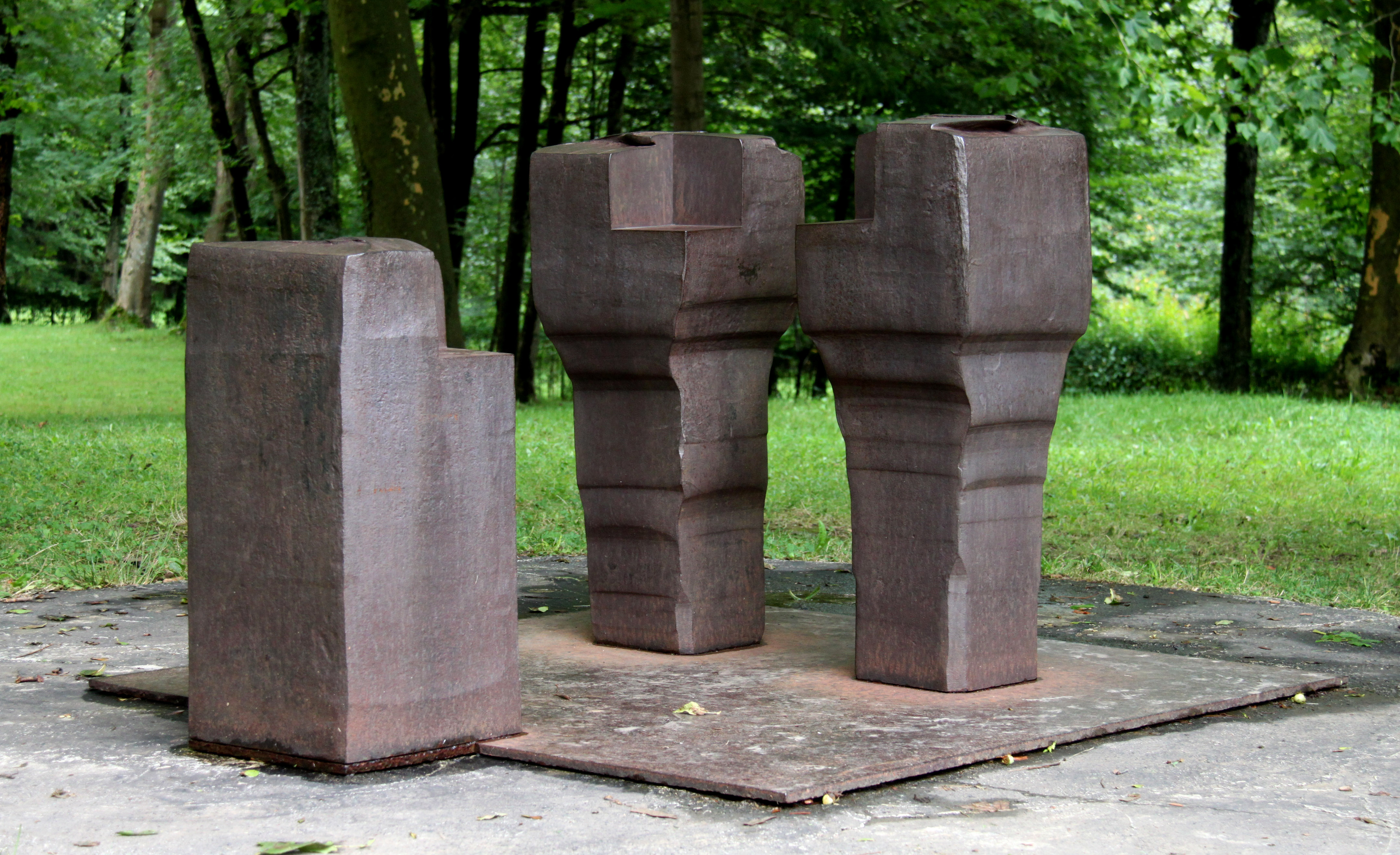
Iru Burni III (1990)
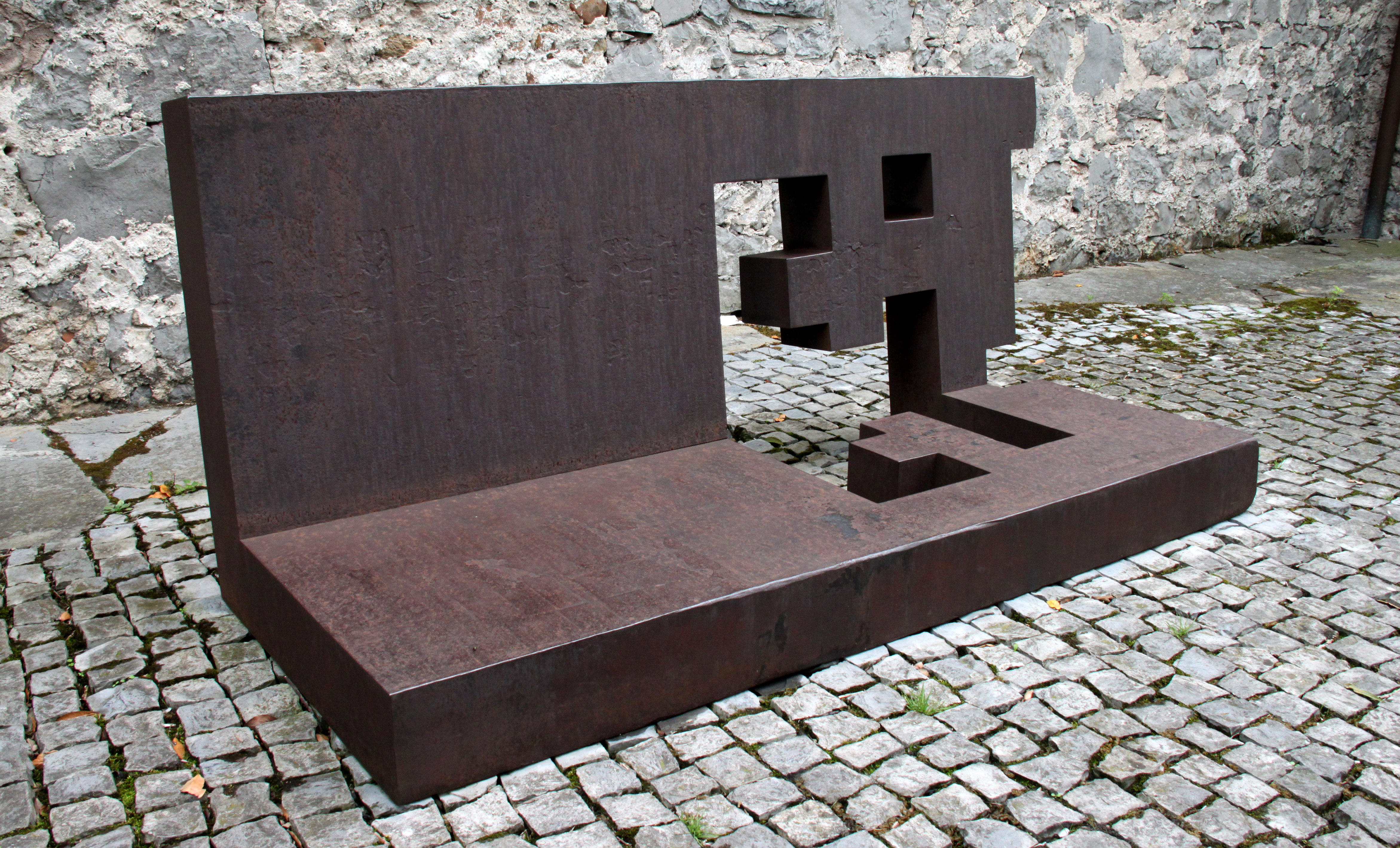
Esertoki III (1990)
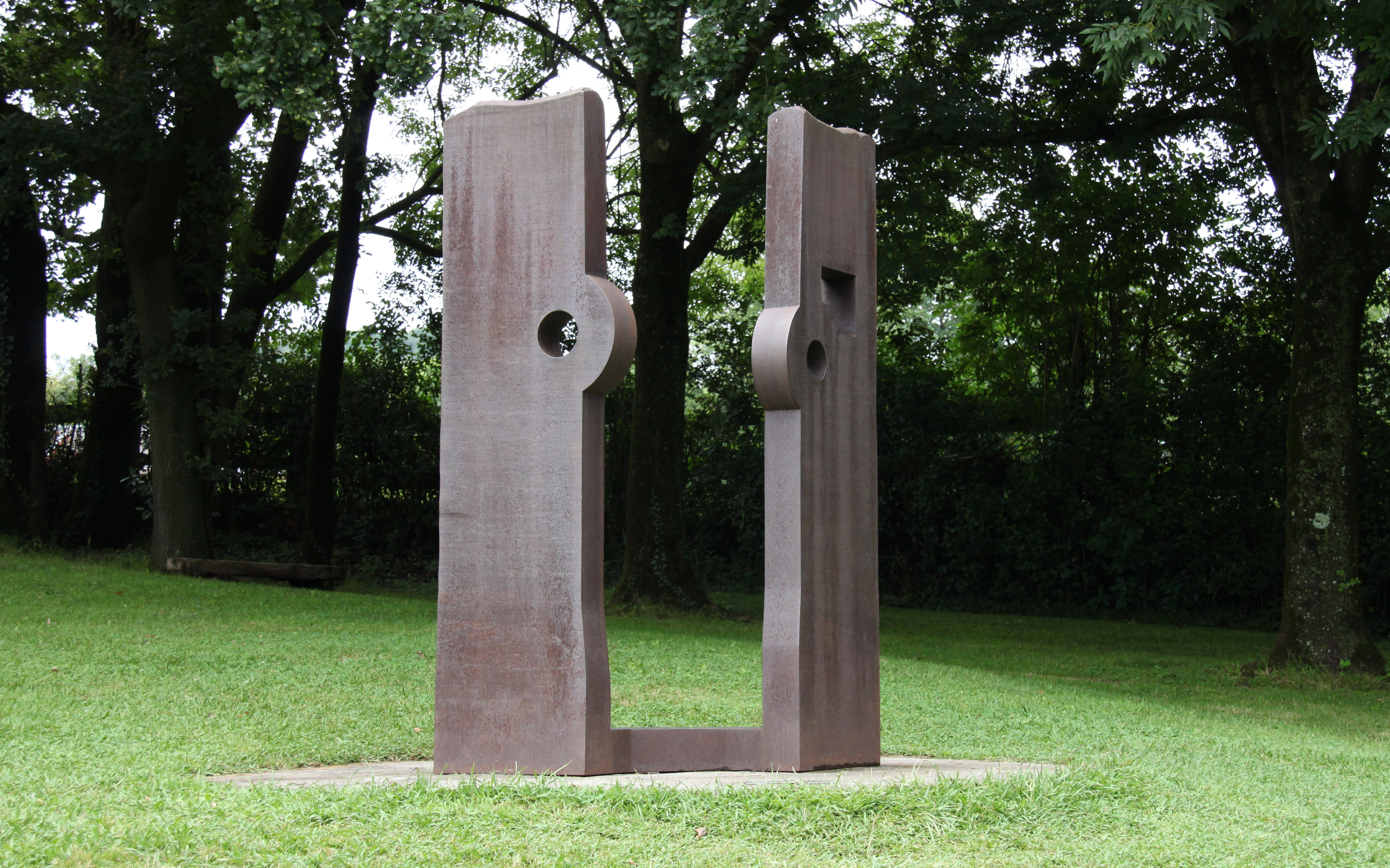
Homenaje a Balenciaga (1990)
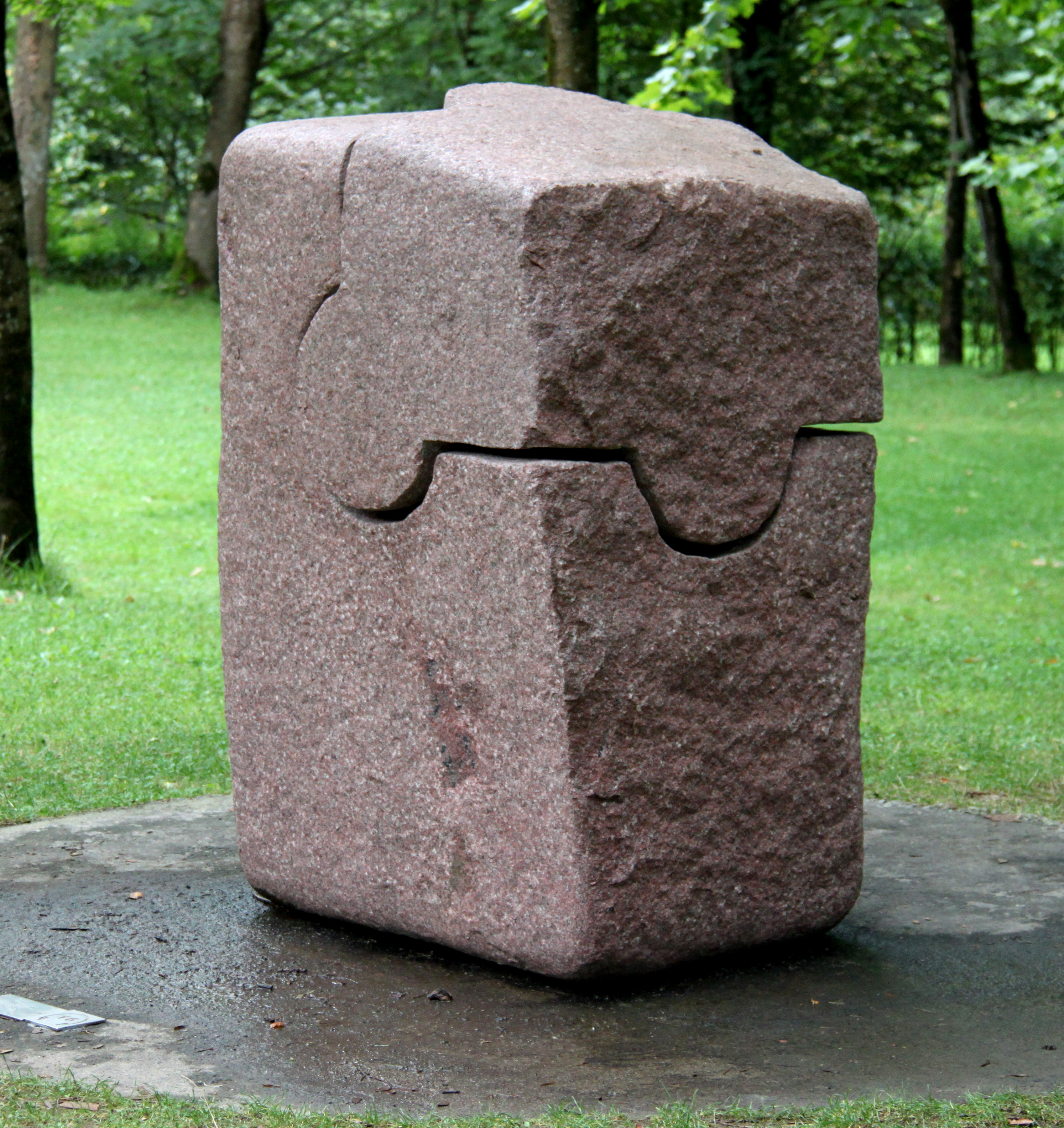
Harri I (1991)
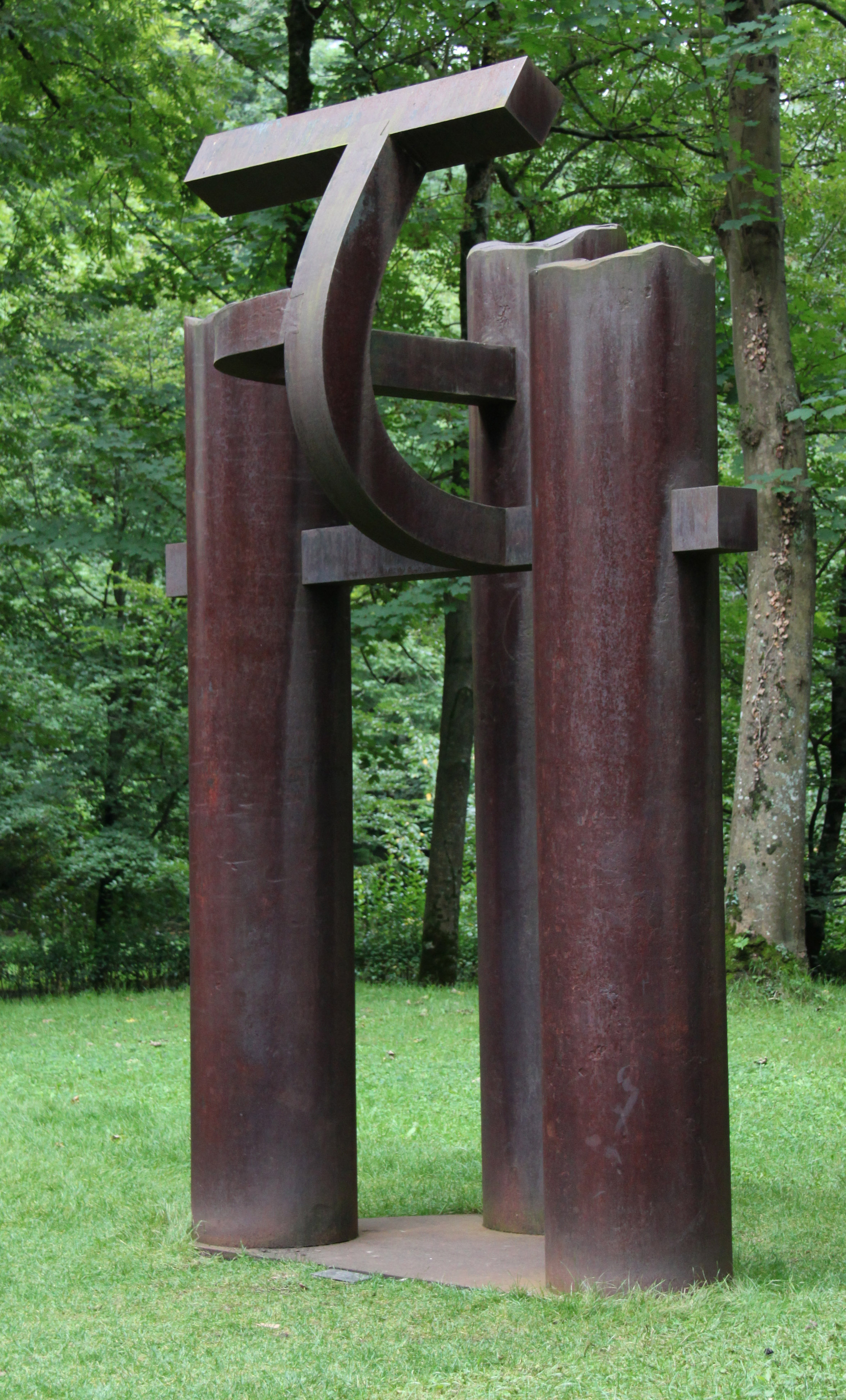
Basoa V (1997)